# Janó Ákos
Janó Ákos (Kismarja, 1927. május 22. – Sárospatak, 2015. augusztus 27.) néprajzkutató, helytörténész, muzeológus.

## Életpályája
Tanulmányait a debreceni Kossuth Lajos Tudományegyetem Bölcsészettudományi Karán végezte. 1950-ben Hajdúböszörményben kezdte múzeumi pályáját, majd 1953-tól Kiskunhalason működött. 1968. február 16-tól 1988. december 30-ig állt igazgatóként a Magyar Nemzeti Múzeum Rákóczi Múzeuma élén, Sárospatakon.
Múzeumi tevékenysége alatt a néprajzi tudományos kutatások mellett figyelme túlnyomó részben az intézményfejlesztés, múzeumszervezés és a Rákóczi-vár műemléki helyreállítási és rekonstrukciós tennivalói felé irányult. Népi társas munkákkal, népszokásokkal, parasztverselőkkel, népi díszítőművészettel foglalkozott, a népi gazdálkodás és építkezés témakörét vizsgálta. Huszonegy esztendős vezetői tevékenysége meghatározó korszaka volt a MNM Rákóczi Múzeuma életének.

## Díjak, elismerések
Munkáját a város 1977-ben Sárospatakért Emlékéremmel, 2000-ben Pro Urbe Emlékéremmel köszönte meg. 2005-ben megkapta a Magyar Múzeumi Egyesület szakmai elismerését, a Pulszky Ferenc-díjat. 2012-ben, 85. születésnapján vehette át a Magyar Nemzeti Múzeum Pro Museo Nationali Hungarico emlékplakettjét.

## Művei
- Hajdúvid. Egy szocialista falu kialakulása; Hajdú-Bihar megyei Múzeumok, Debrecen, 1963 (Hajdú-Bihar megyei múzeumok közleményei)
- Janó Ákos–Solymos Ede: Bács-Kiskun megye népművészete; Bács-Kiskun Megyei Nyomda, Kecskemét 1966
- Janó Ákos–Vorák József: Halasi csipke; Csipkeház, Kiskunhalas 1969
- Forczek Zoltán–Janó Ákos: Szank község története; Községi Tanács, Szank 1977
- Fejezetek a szanki és móricgáti tanyásgazdálkodás múltjából Változások a mezőgazdálkodásban, állattartási módok, termelési technikák a paraszti árutermelés időszakában; Katona Múzeum, Kecskemét, 1982 (A kecskeméti Katona József Múzeum közleményei)
- A sárospataki Rákóczi Múzeum. Vezető; szöveg Détshy Mihály, Galavics Géza, Janó Ákos; Múzsák, Bp., 1984
- A Bodrogköz néprajzi irodalma; összeáll. Janó Ákos; Rákóczi Múzeum Baráti Köre, Sárospatak 1986 (A sárospataki Rákóczi Múzeum füzetei)
- Kendermunkák és társasélet Szatmárban. Kalákák; KLTE, Debrecen 1987 (Folklór és etnográfia)
- Sárospatak és vidéke helytörténeti, néprajzi irodalma; HOM, Miskolc 1988 (Documentatio Borsodiensis)
- Kiskun parasztverselők; ill. Berki Viola; Önkormányzat–Thorma Múzeum, Kiskunhalas, 2001 (Thorma János Múzeum könyvei)
- Falu a pusztában Szank község települése és népesedése a XIX. században; Bács-Kiskun Megyei Önkormányzat Múzeumi Szervezete, Kecskemét, 2002 (Cumania könyvek)
- Janó Ákos–Vorák József: A halasi csipke útja a gondolattól a világhírig; Bács-Kiskun Megyei Önkormányzat Múzeumi Szervezete, Kecskemét, 2004 (Cumania könyvek)
- Hortobágy pusztáról fú a szél... Tanulmányok az alföldi pásztorkodás köréből Hortobágy, Kiskunság; Déri Múzeum, Debrecen, 2011 (Hajdú-Bihar megyei múzeumok közleményei)